# بوریس برکا
بوریس برکا (به انگلیسی: Boris Brejcha) متولد ۲۶ نوامبر ۱۹۸۱ در لودویگسهافن، یک دی‌جی و تهیه‌کنندهٔ موسیقی آلمانی است. او سبک موسیقی خود را با عنوان "High-Tech Minimal" توصیف می‌کند. برکا با الهام از کارناوال ریو، در زمان‌هایی که برای اولین بار در برزیل اجرا می‌کرد، از ماسک کارناوال ونیزی به عنوان ظاهر خاص خودش استفاده می‌کند. از آن زمان، او در کلوپ‌های سراسر جهان و در برخی از بزرگ‌ترین جشنواره‌ها مانند تومارولند، Timewarp و Exit Festival به اجرا می‌پرداخته است. بوریس و دوستانش آن کلو و دنیز بول لیبل "Fckng Serious" را در سال ۲۰۱۵ تأسیس کردند. در اوت ۲۰۱۹، او برای اولین بار در ایبیزا در کلوپ Hï Ibiza به اجرا پرداخته است.
او در ۶ سالگی قربانی فاجعه نمایش هوایی رامشتاین شد. این باعث سوختگی شدید وی شد و دیدگاه کلی او به زندگی را تغییر داد. وی در مصاحبه‌ای عنوان می‌کند: «این یک اتفاق خاص در زندگی من بود. من تنها بودم، پسر کوچکی بودم و در شرایط حادی قرار داشتم».
در ۲۴ ژانویه ۲۰۲۰، برکا ششمین آلبوم خود Space Diver را به عنوان اولین آلبوم خود برای Ultra Records منتشر کرد.

## دیسکوگرافی

### آلبوم‌ها
- 2007: Die Maschinen Kontrollieren Uns
- 2008: Mein Wahres Ich
- 2010: My Name Is
- 2011: My Name Is – The Remix
- 2013: Feuerfalter – Part01
- 2014: Feuerfalter – Part02
- 2014: Feuerfalter – Special Edition
- 2016: 22
- 2016: Dj Mixes Single Track
- 2020: Space Diver
- 2020: Livestream Mix (Mixed)
- 2021: Never Stop Dancing[۵]

### تن‌آهنگ‌ها
- 2006: Monster
- 2006: Yellow Kitchen
- 2007: Fireworker Remixes
- 2007: White Snake
- 2007: Outer Space
- 2007: Die Maschinen Sind Gestrandet
- 2007: Die Milchstraße
- 2007: Who Is Your Man
- 2008: Lost Memory
- 2008: Aquilah
- 2009: Joystick
- 2009: Commander Tom
- 2009: Magic Gum
- 2009: Schaltzentrale
- 2010: Diffusor
- 2011: Sugar Baby
- 2011: James Bond
- 2011: Rührschüssel
- 2012: Schaltzentrale The Remixes
- 2012: Farbenfrohe Stadt
- 2012: Der Mensch Wird Zur Maschine
- 2012: That’s The Funky Shit
- 2013: Der Alchemyst
- 2013: We Go
- 2013: Everybody Wants To Go To Heaven
- 2014: Hashtag
- 2015: SAW
- 2015: Schleierwolken
- 2015: R U FCKNG SERIOUS
- 2015: I Am The Joker
- 2015: Everybody Wants To Go To Heaven – Remix
- 2015: Young And Stupid
- 2015: S.P.A.C.E.
- 2016: Out Of Brain
- 2016: Acid Attack
- 2016: Sir Ravealot
- 2016: FEAR
- 2017: Space Gremlin
- 2017: Bleeding Heart
- 2018: Devil
- 2019: Gravity (feat. Laura Korinth)
- 2019: Happinezz (feat. Ginger)
- 2019: Never Look Back
- 2019: Lieblingsmensch
- 2020: To the Moon And Back (feat. Ginger)
- 2020: Violet Pill EP
- 2020: Thunderstorm EP
- 2020: Puzzle (feat. Malena Maria)
- 2021: Purple Noise Remix Part ۱
- 2021: Spicy (feat. Ginger)
- 2021: House Music (feat. Arctic Lake)
- 2021: EXIT EP
- 2021: Take A Ride (feat. Ginger)
- 2021: Matrix EP
- 2021: Twisted Reality
- 2021: Vodka & Orange EP
- 2021: Never Stop Dancing (feat. Ginger)